# Euthystira yuzhongensis
Euthystira yuzhongensis är en insektsart som beskrevs av Zheng, Z. 1984. Euthystira yuzhongensis ingår i släktet Euthystira och familjen gräshoppor. Inga underarter finns listade i Catalogue of Life.